# 남궁도 (노나라)
남궁도(南宮韜)는 공자의 제자이다.

## 개요
남용의 본명은 남궁도(南宮韜)로, 자가 자용(子容)이었으므로, 남용(南容)으로 불렀으나, 남(南)씨는 아니다.
공자의 제자 중에 남용(南容)이라는 사람이 있었는데, 맹의자 남궁괄과 동일인이라는 설도 있었다. 기록이 오랜 동안 실전되다 보니, 정확한 사실 관계는 모호하다.

## 같이 보기
- 맹의자